# Museo civico di Fiume
Il Museo civico di Fiume (in croato Muzej grada Rijeke) è stato fondato nel 1994 ed era in origine situato in un palazzo, detto "il Cubetto" progettato nel 1976 da Neven Šegvić per ospitare il Museo della Rivoluzione Popolare, nel parco del Palazzo del Governo, dal 2020 ha sede, con un'esposizione permanente, nel palazzo dello Zuccherificio, costruzione settecentesca ristrutturata in stile barocco, utilizzata prima come zuccherificio, poi come tabaccheria e poi come complesso industriale.
Esso raccoglie in maniera sistematica e analizza scientificamente i materiali relativi alla storia, culturale, sociale, politica e industriale, della città croata, della quale è il secondo museo dopo il Museo di arte moderna e contemporanea.
L'esposizione è divisa su trenta stanze, con il primo piano dedicato alla città e il secondo alla storia del palazzo, bene culturale tutelato dallo Stato croato.